# Jarosław Kurek
Jarosław Kurek – polski inżynier, naukowiec, nauczyciel akademicki, dr hab. nauk inżynieryjno-technicznych, o specjalności sztuczna inteligencja, sieci neuronowe, uczenie maszynowe. Profesor uczelni na Instytucie Informatyki Technicznej Szkoły Głównej Gospodarstwa Wiejskiego w Warszawie.

## Życiorys
Pracę doktorską pt. Diagnostyka uszkodzeń prętów klatki maszyny asynchronicznej z zastosowaniem sieci neuronowej obronił w 2008 r. na Politechnice Warszawskiej. Habilitował się na podstawie rozprawy pt. Metody sztucznej inteligencji w rozwiązywaniu zagadnień klasyfikacji w wybranych problemach diagnostycznych.